# 挪威蟾鮃
挪威蟾鮃為輻鰭魚綱鰈形目鰈亞目菱鮃科的其中一種，為溫帶海水魚，分布於東北大西洋區，從冰島至比斯開灣海域，棲息深度10-200公尺，體長可達12公分，棲息在岩石底質底部水域，以底棲生物為食，生活習性不明。